# 얼음 안개

얼음 안개는 공기 중의 미세한 빙정으로 이루어진 안개 유형이다. 공기 중에 떠다니는 물방울이 -40°C까지 액체 상태로 유지될수 있기 때문에, 전세계의 추운 지역에서만 발생한다. 그것은 맑은 하늘에서 떨어지는 희박한 빙정의 강수인 다이아몬드 분진과 구별해야한다. 또한 미국 서부에서 일반적으로 포고닙이라고 하는 얼어붙은 안개와 구별해야한다. 